# Колвіч (Канзас)
Колвіч (англ. Colwich) — місто (англ. city) в США, в окрузі Седжвік штату Канзас. Населення — 1455 осіб (2020).

## Географія
Колвіч розташований за координатами 37°46′55″ пн. ш. 97°32′11″ зх. д. / 37.78194° пн. ш. 97.53639° зх. д. (37.781825, -97.536304).  За даними Бюро перепису населення США в 2010 році місто мало площу 3,45 км², уся площа — суходіл.

## Демографія
Згідно з переписом 2010 року, у місті мешкало 1327 осіб у 466 домогосподарствах у складі 348 родин. Густота населення становила 384 особи/км².  Було 480 помешкань (139/км²).
Расовий склад населення:
| - 97,4 % — білих - 0,5 % — корінних американців - 0,2 % — чорних або афроамериканців - 1,1 % — осіб інших рас |

До двох чи більше рас належало 0,9 %. Частка іспаномовних становила 2,5 % від усіх жителів.
За віковим діапазоном населення розподілялося таким чином: 34,3 % — особи молодші 18 років, 54,6 % — особи у віці 18—64 років, 11,1 % — особи у віці 65 років та старші. Медіана віку мешканця становила 32,7 року. На 100 осіб жіночої статі у місті припадало 100,5 чоловіків;  на 100 жінок у віці від 18 років та старших — 97,3 чоловіків також старших 18 років.
Середній дохід на одне домашнє господарство  становив 87 786 доларів США (медіана — 81 908), а середній дохід на одну сім'ю — 96 375 доларів (медіана — 92 500). За межею бідності перебувало 5,4 % осіб, у тому числі 8,4 % дітей у віці до 18 років та 4,2 % осіб у віці 65 років та старших.
Цивільне працевлаштоване населення становило 729 осіб. Основні галузі зайнятості: освіта, охорона здоров'я та соціальна допомога — 21,7 %, виробництво — 17,8 %, роздрібна торгівля — 14,1 %.